# Trémor

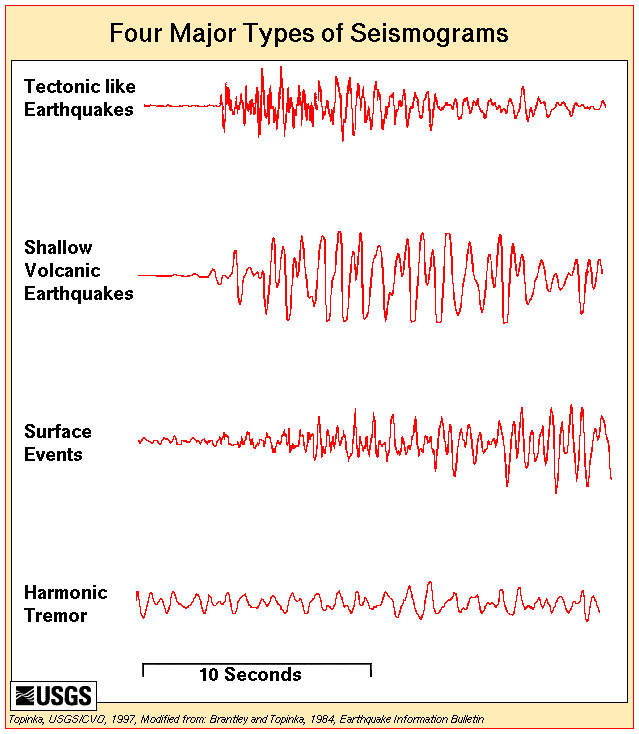
Quatre types de sismogrammes avec en bas celui d'un trémor.

Un trémor est un séisme d'origine volcanique engendré par la remontée du magma dans la cheminée volcanique, précédant généralement une éruption volcanique. Les vibrations sismiques peuvent être provoquées par les chocs du magma, des bulles de gaz volcaniques et des blocs solides contre les parois de la cheminée volcanique, par la résonance d'un chambre volcanique sphérique ou encore par un phénomène de piston activé par la surpression des gaz volcaniques. 

## Étymologie
Dans le vocabulaire médical ancien, « trémor » est synonyme de tremblement.

## Caractéristiques
La secousse sismique est généralement imperceptible pour les hommes et constitue un signal continu de vibrations harmoniques ou non. Les trémors harmoniques se produisent dans une bande de fréquence très restreinte, entre 0,5 et 7 Hz, rarement jusqu'à 10 Hz, avec un pic principal bien marqué. Les trémors spasmodiques ont une fréquence supérieure aux trémors harmoniques (en).
Le trémor peut durer de quelques minutes à plusieurs mois.

## Prévention des éruptions
Le trémor représente un outil fiable pour la prévention volcanologique car son apparition signale aux volcanologues l'imminence d'une éruption volcanique. Le trémor se produit tant que du magma remonte de la chambre magmatique vers la surface, par la cheminée. Son enregistrement par les sismomètres est toutefois plus délicat une fois l'éruption commencée car les éventuelles explosions et projections de laves et de tephras engendrent des secousses qui peuvent couvrir le trémor.

### Source
- Glossaire volcanologique